# Eutrogia morosa
Eutrogia morosa är en fjärilsart som beskrevs av Moore 1882. Eutrogia morosa ingår i släktet Eutrogia och familjen nattflyn. Inga underarter finns listade i Catalogue of Life.